# Wolfsburg Yahoos
Die Wolfsburg Yahoos sind die Baseball- und Softballsparte innerhalb des TSV Wolfsburg e.V. 1950.

## Teams innerhalb der Sparte (1991–2008)
| Saison | Spielklasse |
| ------ | --- |
| 1991   | 1. Herren: Landesliga                                                                                                 |
| 1992   | 1. Herren: Verbandsliga                                                                                               |
| 1993   | 1. Herren: 2. Bundesliga Nord/West                                                                                    |
| 1994   | 1. Herren: 2. Bundesliga Nord/West 2. Herren: Landesliga 1. Damen: Verbandsliga                                       |
| 1995   | 1. Herren: 2. Bundesliga Nord/West 2. Herren: Landesliga 1. Damen: Verbandsliga                                       |
| 1996   | 1. Herren: 2. Bundesliga Nord/West 2. Herren: Landesliga 1. Damen: Verbandsliga                                       |
| 1997   | 1. Herren: 1. Bundesliga 2. Herren: Landesliga 1. Damen: Verbandsliga Jugend: Jugendliga                              |
| 1998   | 1. Herren: 1. Bundesliga 2. Herren: Verbandsliga 3. Herren: Bezirksliga 1. Damen: Verbandsliga Süd Jugend: Jugendliga |
| 1999   | 1. Herren: 1. Bundesliga Nord 2. Herren: Bezirksliga                                                                  |
| 2000   | 1. Herren: 1. Bundesliga Nord 2. Herren: Bezirksliga                                                                  |
| 2001   | 1. Herren: 1. Bundesliga Nord 2. Herren: Bezirksliga                                                                  |
| 2002   | 1. Herren: 1. Bundesliga Nord 2. Herren: Landesliga                                                                   |
| 2003   | 1. Herren: Verbandsliga                                                                                               |
| 2004   | 1. Herren: Bezirksliga                                                                                                |
| 2005   | 1. Herren: Bezirksliga 1. Damen: Landesliga                                                                           |
| 2006   | 1. Herren: Landesliga 1. Damen: Landesliga                                                                            |
| 2007   | 1. Herren: Landesliga                                                                                                 |
| 2008   | 1. Herren: Landesliga                                                                                                 |

## Erfolge
- 1991 Meister der Landesliga
- 1992 Meister der Verbandsliga
- 1993 Aufstieg in die 2. Bundesliga
- 1996 Aufstieg in die 1. Bundesliga
- 2001 Meister der Bezirksliga
- 2005 Meister der Bezirksliga
- 2006 Meister der Landesliga (Softball)
- 6× NBSV Pokalsieger

## Auszeichnungen
- Wolfsburgs Mannschaft des Jahres 1996

## Vereinsgeschichte

### Saison 1991
Gründung der Wolfsburg Yahoos des TSV Wolfsburg e.V. 1950. Im selben Jahr gewannen sie die Meisterschaft in der Landesliga.

### Saison 1992
Verbandsligameister und Aufstieg in 2. Bundesliga Nord/West.

### Saison 1993
Die Yahoos erreichten den Klassenerhalt.

### Saison 1994
Die US-Amerikaner Derek Clements und Mike Koalska verstärkten die Mannschaft. Die Saison wurde mit dem Zweiten Platz abgeschlossen, punktgleich mit dem Ersten, aber im direkten Vergleich hatten die Hannover Regents die Nase vorn.

### Saison 1995
Mit Mike Roehl aus den USA wurde das Team wieder mit einem Amerikaner verstärkt. Der Verein wurde wieder Vizemeister, punktgleich mit dem Ersten, doch den direkten Vergleich gewannen die Paderborn Untouchables. Es wurde mit dem Neubau einer vereinseigenen Baseballanlage im ehemaligen Freibad West begonnen.

### Saison 1996
Die Saison 1996 wurde die erfolgreichste Saison in der Geschichte der Yahoos vom TSV Wolfsburg. Die Yahoos wurden souverän Meister der 2. Bundesliga Nord/West und wären unter normalen Umständen direkt in die 1. Bundesliga aufgestiegen. Da aber der Deutsche Baseball und Softball Verband eine Liga-Reform beschlossen hatte, mussten die Yahoos in die Relegation zur 1. Bundesliga. Dort hätte man den 3. von 6. Plätzen für den Aufstieg erreichen müssen. Es wurde am Ende der 4. Platz. In Berlin fusionierten jedoch vier Vereine, und somit rutschten die Yahoos als Nachrücker in das Baseball-Oberhaus.

### Saison 1997
Die Mannschaft erreichte den Klassenerhalt, wenn auch erst in der Relegation. Die Yahoos wurden erstmals Pokalsieger des Niedersächsischen Baseball & Softball Verbandes. Somit hatte man sich für die Teilnahme am Deutschen Baseball-Pokal 1998 qualifiziert.

### Saison 1998
Das erste Jahr auf der neuen Baseballanlage. Am Saisonende stand die 1. Mannschaft auf dem fünften Platz, der Niedersächsische Baseball Pokal wurde verteidigt. Beim Finale um den Deutschen Baseball-Pokal belegten sie den 3. Platz.

### Saison 1999
Erstmals in der Geschichte der Yahoos kam ein amerikanischer Spieler, nämlich Jason Doll, erneut nach Wolfsburg, um die Yahoos zu trainieren und spielerisch zu unterstützen. Jason arrangierte auch den Wechsel von Dustin Carlson zu den Yahoos, der in dieser Saison der beste Pitcher Deutschlands wurde. Die Mannschaft erreichte wieder den fünften Platz.

### Saison 2000
Mit Steve Oleschuk wurde der erste professionelle Trainer verpflichtet. Jason Akina und Greg Rogers, der ein halbjähriges Praktikum bei Volkswagen absolvierte, verstärkten das Team und es gelang, den direkten Abstieg zu verhindern. Vor der Pokalrunde ging es in die Relegation.

### Saison 2001
Scott Hall wurde verpflichtet, um als Spielertrainer zu fungieren. Der Amerikaner wurde hauptsächlich als Catcher und Pitcher eingesetzt. Nach einem klassischen Fehlstart (man verlor 6 Spiele in Folge) konnte man das siebte Spiel gegen die Bonn Capitals gewinnen. An diesem Spieltag war auch der neue Catcher Mike Burba zum Team gestoßen. Mit ihm gewann man auch am nächsten Spieltag gegen die Pulheim Gophers ein weiteres Spiel. Doch der Aufwärtstrend sollte nicht von Bestand sein. In den folgenden vier Spielen gewannen das Team nur ein Mal. Am Ende der Saison sicherte sie den Klassenerhalt.
Im Oktober konnten sich die Yahoos im NBSV-Pokalfinale gegen die Bremen Dockers durchsetzen. Durch diesen Sieg gewannen die Laagberger den Pokal bereits zum fünften Mal in Folge und nahmen damit am DBV-Pokal 2002 teil.

### Saison 2002
Für 2002 standen dem Bundesligakader mehrere Akteure zur Verfügung. Thomas Riedner, Daniel Kadir und Ole Drews aus Hamburg sowie Matt Pound aus den USA verstärkten das Team in dieser Saison. Scott Hall blieb den Yahoos als Spielertrainer treu. Obwohl die Mannschaft eine ausgeglichene Saison spielte und den 5. Platz belegte, reichte es nicht für den direkten Klassenerhalt. Matt Pound konnte nach dem Verlassen des Spielertrainers Scott Hall die Mannschaft so aufbauen, dass ein 1. Platz in der Abstiegsrunde und damit der Klassenerhalt erreicht werden konnte.
Nach dem Aufstieg der 2. Herren in die Landesliga folgte ein miserabler Saisonverlauf. Das Team landete am Ende der regulären Spielzeit auf dem letzten Platz. In der Abstiegsrunde konnte der Klassenerhalt gesichert werden.
Beim DBV-Pokal erreichten die Yahoos den 4. Platz.
Im Winter musste sich die 1. Bundesligamannschaft aus finanziellen Gründen aus dem aktiven Spielgeschehen zurückziehen.

### Saison 2003
Durch den Rückzug der 1. Bundesligamannschaft hatte man sich entschieden, zusammen mit der 2. Herren und den verbleibenden Profis, ein Team in die Verbandsliga zu setzen. Trotz der Unterstützung durch einige Ex-Bundesligaspieler verlief der Saisonverlauf schlecht. Nach nur wenigen Begegnungen wechselten viele Spieler zu anderen Vereinen oder hörten ganz mit dem Baseball auf. Der Kader wurde geschwächt und man konnte keine Mannschaft mehr stellen. Dadurch wurde das Team nach zehn Spielen für den Rest der Saison gesperrt.
Im NBSV-Pokal schieden die Yahoos im Achtelfinale gegen Dohren aus.

### Saison 2004
Nach der Pleite in der Verbandsliga und mit nur wenigen Spielern im Kader, hatte man sich entschlossen, einen Neuanfang in der Bezirksliga zu starten. Mit einer „Nachwuchs-Aktion“, die im Winter 2003 durchgeführt wurde, konnte man acht neue Spieler und sogar einen neuen Trainer gewinnen. Mit Trainer Petr Sabacky und den Neulingen wagte man den Schritt in den Spielbetrieb.
Mit der Einführung eines neuen Logo änderte man Trikots und Caps. Das Team hielt sich nach Saisonende mit vier Siegen und acht Niederlagen auf dem 3. Platz.
Im NBSV-Pokal überzeugte die Mannschaft. Durch den unerwarteten Sieg im Achtelfinale gegen Celle und den geschenkten Sieg der Bremer im Viertelfinale erreichten die Yahoos insgesamt den 4. Platz im Turnier.

### Saison 2005
Cristian Rollo entschied sich, die Mannschaft nun als Trainer zu leiten. Das Team konnte auch im neuen Jahr mit Zugängen rechnen. Pitcher Peter Pfeil aus Celle stieß im Winter 2004 zur Mannschaft und auch Outfielder/Pitcher Michael Hörnicke fand den Weg zum Team. Mit Uwe Szczepanski beklagte man einen Ausfall für die Saison.
Mit einem Fehlstart gegen Celle ging man in die Spielzeit. Trotzdem verlief die weitere Saison sehr erfolgreich.
Die Yahoos nahmen nicht am NBSV-Pokal teil, sondern richteten das Turnier mit großem Erfolg aus.
Die 1. Herren schaffen den Aufstieg in die Landesliga mit zehn Siegen und einer Niederlage.

### Saison 2005 – Softball
Anfang des Jahres wurde erneut ein Softball-Team gegründet. Mit Andreas Huy als Coach und 19 engagierten Damen startete man in die Landesliga. Schon zu Beginn stellte sich heraus, dass diese Damen ganz vorne mitspielen würden. Mit 14 Siegen und 2 Niederlagen erreichten die 1. Damen den 2. Platz gleichauf mit den Lüneburgern. Im direkten Vergleich aber zogen die Yahoos den Kürzeren.
Das Team um Coach Huy erreichte im NBSV-Pokal das Halbfinale und schied dort gegen die SG. Bennigsen/Sehnde aus.

### Saison 2006
Für die 1. Herren-Mannschaft der Yahoos begann die Saison 2006 mit einem NBSV-Pokalspiel gegen Buxtehude. Tatkräftige Unterstützung erhielten die Yahoos durch die Rückkehr von Thorsten Wöhner.
Die Yahoos schlossen die Saison mit dem 2. Tabellenplatz ab und erreichten damit ihr gestecktes Ziel.
Im NBSV-Pokal schieden sie im Achtelfinale, gegen die Buxtehude Hedgehogs, aus.

### Saison 2006 – Softball
Der neue Trainer Rüdiger Funke durfte auf eine erfolgreiche Saison seiner 1. Damen zurückblicken. Nach einer nahezu problemlosen Spielzeit, erreichte das Softball-Team den 1. Tabellenplatz in der Landesliga und stieg in die Verbandsliga auf.
Im NBSV-Pokal erreichte das Team um Coach Funke das Finale und unterlag nur knapp dem Gegner Bremen Dockers mit 9:8.

### Saison 2007
Die Yahoos zogen vom Freibad West an die Suhler Straße um, nachdem der Platz von Wildschweinen komplett umgegraben worden war.
Spielertrainer Cristian Rollo trat zurück und Uwe Szczepanski übernahm die Trainerrolle.
Mit sechs Niederlagen in Folge startete man in die zweite Landesligasaison. Der erste Sieg konnte in Fischbeck, mit einer B-Mannschaft, erzielt werden. Es folgten acht weitere Siege und nur zwei Niederlagen. Somit schlossen die Yahoos die reguläre Saison als Tabellendritter mit 8 Siegen und 8 Niederlagen ab und verfehlten ihr gestecktes Saisonziel, die Play-offs. Trainer Uwe Szczepanski trat zurück und Dominic Stripling wurde Spielertrainer.
Die Play-downs fielen, durch den plötzlichen Rückzug der beiden Mannschaften aus Fischbeck und Buxtehude, aus. Die beiden Teams standen somit als Absteiger in die Bezirksliga fest.

### Saison 2007 – Softball
Das Softball-Team um Rüdiger Funke löste sich Ende 2006, nach der erfolgreichen Saison und dem Aufstieg in die Verbandsliga, auf.

### Saison 2008
In der Winterpause konnten die Yahoos einige Spieler für sich gewinnen. Steven Herrmann, Jens Bargmann und Jose-Luis Montiel verstärkten für 2008 den Kader. Auch die beiden genesenen Spieler Daniel Varvuccio und Michael Hörnicke konnten das Team wieder unterstützen. Die Mannschaft rief die Play-offs als Saisonziel aus.
Mit einem Pokalspiel gegen Lüneburg startete man in die neue Saison. Knapp unterlagen die Yahoos ihren Gästen mit 4:6 und verpassten somit den Einzug in das Viertelfinale.
Die Saison verlief sehr positiv. In den ersten neun Begegnungen konnte man sieben Spiele gewinnen. In den darauffolgenden Spieltagen zeigte das Team nur eine schwache Leistung. Man verlor fünf von sechs Spielen. Der Ausfall einiger Spieler und der Nasenbeinbruch von Daniel Varvuccio konnte die restliche Mannschaft nicht verkraften. Die Mindestanzahl von neun Spielern konnte nicht mehr gewährleistet werden. Es blieb nur die eine Entscheidung, das Team vom restlichen Spielbetrieb abzumelden.
Die Yahoos nahmen im März an den „Spiel-, Spaß- und Sporttagen“ im CongressPark Wolfsburg und im August am „Sommerfest“ im Allerpark teil. Dort präsentierte sich das Team mit einem mobilen Schlagkäfig.

## Trainer
| Saison | Trainer Herren (Baseball)             | Trainer Damen (Softball)       |
| ------ | ------------------------------------- | ------------------------------ |
| 1991   | (nicht bekannt)                       |                                |
| 1992   | (nicht bekannt)                       |                                |
| 1993   | Ronald Lee Rice                       |                                |
| 1994   | Tom Hobson                            | Dirk Bockelmann/Karsten Grabis |
| 1995   | (nicht bekannt)                       | Dirk Bockelmann/Karsten Grabis |
| 1996   | Ronald Beiker                         | Frank Geffers                  |
| 1997   | Andres Yedi Gilma / Michael Studivent | Frank Geffers                  |
| 1998   | Jason Doll                            | Andreas Huy                    |
| 1999   | Jason Doll                            |                                |
| 2000   | Steve Oleschuk                        |                                |
| 2001   | Scott Hall                            |                                |
| 2002   | Scott Hall / Matt Pound               |                                |
| 2003   | Sascha Stäritz                        |                                |
| 2004   | Petr Sabacky                          |                                |
| 2005   | Cristian Rollo                        | Andreas Huy                    |
| 2006   | Cristian Rollo                        | Rüdiger Funke                  |
| 2007   | Uwe Szczepanski / Dominic Stripling   |                                |
| 2008   | Dominic Stripling                     |                                |

## US-Spieler bei den Yahoos
| Saison | Spieler                                         |
| ------ | ----------------------------------------------- |
| 1994   | Derek Clements, Mike Koalska                    |
| 1995   | Mike Roehl                                      |
| 1996   | Michael Patrick Mullen, Christopher John Palmer |
| 1997   | Michael Studivent                               |
| 1998   | Jason Doll                                      |
| 1999   | Jason Doll, Dustin Carlson                      |
| 2000   | Jason Akina, Greg Rogers                        |
| 2001   | Scott Hall, Mike Burba                          |
| 2002   | Scott Hall, Matt Pound, Jason Lafontaine        |

## Bekannte Spieler
- Thorsten Wöhner

## Ehemalige Baseballteams in Wolfsburg
Neben den Yahoos gab es folgende Baseballvereine in Wolfsburg: Dukes, Bogies, Cardinals, Ducks, Go-Getters, Smurfs, Twisters